# Eylam Keshet
Eylam Keshet, né en Israël en 1992, est un pianiste classique israélien.

## Biographie
Eylam Keshet commence se études musicales à l'âge de neuf ans. Il obtient son baccalauréat de musique à l'École de musique Buchmann-Mehta (en) à l'Université de Tel Aviv en 2015 comme élève d'Asaf Zohar, puis il se rend aux États-Unis où il complète son master à l'École de musique de Yale, avec Hung-Kuan Chen. Actuellement, il poursuit ses études à le Conservatoire de musique de Bâle (de) avec Claudio Martínez Mehner.
Il participe aux master classes données par Leon Fleisher, Robert McDonald, Arie Vardi, Murray Perahia, Boris Berman, Dmitri Bashkirov, Rudolph Buchbinder, Andras Schiff, Tatiana Zelickman, Yoheved Kaplinsky et Sergey Babayan.

## Discographie
En 2019, Eylam enregistre le disque des sonates de Scarlatti sous le label Naxos,.